# Joan Adell i Àlvarez
Joan Adell i Àlvarez (* 5. března 1938 Blanes) je katalánský lékárník, spisovatel a básník.

## Biografie
Lékárník z povolání až do roku 2007, kdy vydal svou první knihu, sbírku básní Sorrejant (Premi de Poesia Miquel de Segarra, 2006) a román El nàufrag (Premi Rei en Jaume de Calvià, 2006). Od té chvíle vyhrál několik ocenění, a to jak v beletrii (zejména povídky) tak i v poezii.

## Dílo
poezie
- Primer llibre de poemes se spoluautory. Vic: Emboscall, 2006
- Sorrejant. Castelló de la Plana: La barraca, 2007 – Premi de Poesia Miquel Peris Segarra (2006)
- Erotisme som tu i jo se spoluautory. Vic: Emboscall, 2007
- Tres estrelles Michelin. Benicarló: Onada, 2011

povídky
- La cartilla militar. Barcelona: La Quadriga, 2005
- El Suïcida. Barcelona: La Quadriga, 2006
- La física i el poeta. Barcelona: La Quadriga, 2006
- El mossèn de les putes. Barcelona: La Busca, 2007 – Premi Víctor Mora de Narrativa Breu (2007)
- Pare, hem de parlar. Valls: Cossetània, 2007
- Més enllà del simulacre. Sant Adrià de Besòs: Ajuntament de Sant Adrià de Besòs, 2009 – Premi IV Concurs Literari Ciutat de Sant Adrià (2008)
- Regressió, dins La darrera carta i altres narracions. Lleida: Pagès, 2010 – Premi Vent de Port (2009)
- Somriures d'ultratomba, dins El telèfon negre. Lleida: Pagès, 2011

romány
- El nàufrag. Calvià: Ajuntament de Calvià, 2007; Manresa: Abadia Editors, 2010 – Premi de Narrativa Breu Rei en Jaume (2006)
- Puzles. Barcelona: Montflorit, 2010 – Premi Artur Simó de Narrativa (2008)
- Matins grisos. Barcelona: Angle, 2010.